# Stazione di Goussainville
La stazione di Goussainville (in francese Gare de Goussainville) è una stazione ferroviaria situata nel comune di Goussainville, nel dipartimento della Val-d'Oise.

## Storia
La stazione fu inaugurata nel 1859 dalla Compagnie des chemins de fer du Nord con l'apertura del segmento della Parigi-Lilla compreso tra Saint-Denis e Creil.

## Movimenti
La stazione è servita dai treni della Linea RER D.